# Ode to John Law
Ode to John Law je druhé studiové album skotské blues rockové skupiny Stone the Crows.

## Seznam skladeb
| Strana 1 | Strana 1 | Strana 1                | Strana 1 |
| Pořadí   | Název    | Autor                   | Délka    |
| -------- | -------- | ----------------------- | -------- |
| 1.       | Sad Mary | John McGinnis           | 6:53     |
| 2.       | Friend   | Les Harvey, Jimmy Dewar | 6:28     |
| 3.       | Love 74  | McGinnis                | 6:35     |

| Strana 2 | Strana 2                  | Strana 2            | Strana 2 |
| Pořadí   | Název                     | Autor               | Délka    |
| -------- | ------------------------- | ------------------- | -------- |
| 4.       | Mad Dogs and Englishmen   | Colin Allen, Harvey | 3:34     |
| 5.       | Things Are Getting Better | McGinnis            | 6:10     |
| 6.       | Ode to John Law           | Allen, Harvey       | 5:47     |
| 7.       | Danger Zone               | Percy Mayfield      | 6:21     |

## Obsazení
- Colin Allen – bicí, perkuse
- Maggie Bell – zpěv
- Jimmy Dewar – baskytara, zpěv
- Les Harvey – akustická a elektrická kytara
- John McGinnis – varhany, klavír, klávesy